# Astracantha denudata
Astracantha denudata là một loài thực vật có hoa trong họ Đậu. Loài này được (Steven) Podlech miêu tả khoa học đầu tiên.